# Ростислав Всеволодович

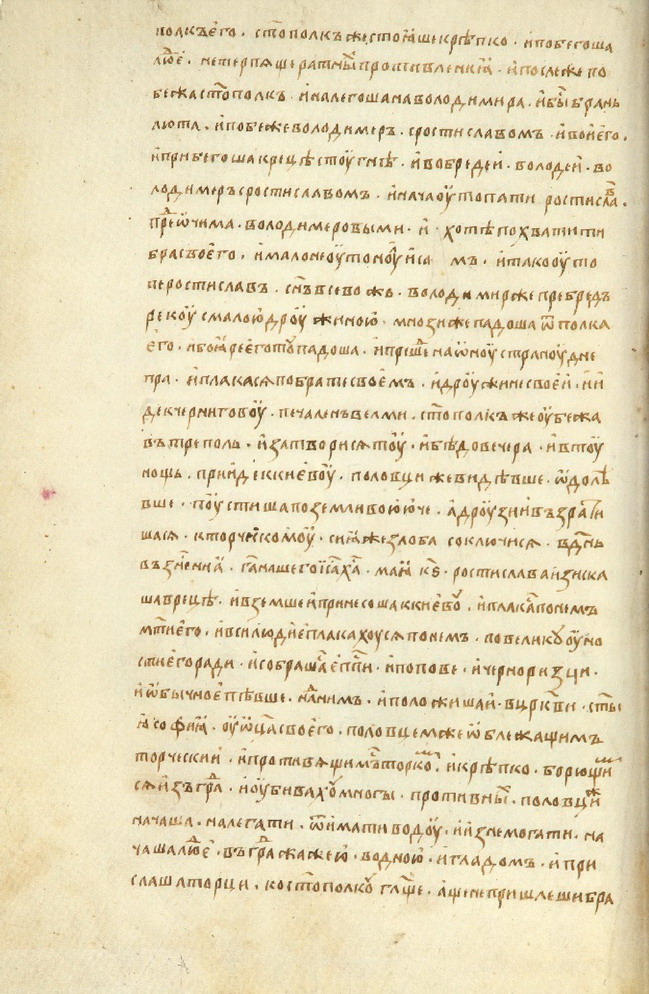
Страница Радзивилловской летописи с описанием гибели князя Ростислава Всеволодовича.

Ростисла́в Все́володович (в крещении, вероятно, Михаи́л) (1070 — 26 мая 1093) — князь переяславский (1078—1093), младший сын Всеволода Ярославича от брака с половецкой княжной, брат Владимира Мономаха.

## Биография
После гибели дяди в битве на Нежатиной Ниве и занятия своим отцом киевского престола Ростислав Всеволодович княжил в Переяславле и вместе с братом, княжившим в Чернигове, участвовал в борьбе с половцами.
Ещё при жизни Всеволода Ярославича началась новая волна половецких набегов на Русь. После смерти Всеволода и занятия киевского престола Святополком Изяславичем Туровским русские князья предприняли поход против половцев. Святополк, Владимир и Ростислав перешли реку Стугну и проиграли сражение. Во время отступления Ростислав утонул. Владимир пытался спасти его, но едва не утонул сам. После битвы тело Ростислава было найдено в реке и погребено в соборе Святой Софии в Киеве рядом с отцом князя, Всеволодом Ярославичем. Возможно, о гибели Ростислава упоминается в одном из граффити Софии Киевской (где надежно читается только слово «утонул» и дата).
В Киеве, на территории Выдубицкого монастыря, находится Михайловский собор, заложенный и возведённый князем Всеволодом Ярославичем в 1070—1088 годах по случаю рождения сына Ростислава.

## Образ Ростислава Всеволодовича в искусстве
Ростиславу Всеволодовичу посвящены баллада А. К. Толстого «Князь Ростислав» и носящая такое же название симфоническая поэма С. В. Рахманинова. Кроме того, упоминание о князе содержится в «Слове о полку Игореве»:  Игорь Святославич во время бегства вспоминает о реке Стугне, которая «уношу князя Ростислава затвори». В том же произведении имеется и поэтическое описание оплакивания погибшего юноши: «Плачется мати Ростиславля по уноши князи Ростиславе. Уныша цветы жалобою, и древо с тугою к земли преклонилося».